# Путивльский государственный историко-культурный заповедник
Государственный историко-культурный заповедник «Путивль» (укр. Державний історико-культурний заповідник «Путивль») — научно-исследовательское и культурно-просветительское учреждение, созданное 30 декабря 1986 года в Путивле Сумской области Украины с целью обеспечить изучение, охрану, сохранение, реставрацию и рациональное использование историко-культурного наследия города. Также заповедник проводит археологические исследования, издательскую и экспозиционную работу.
Адрес заповедника: ул. Кролевецкая, 60, г. Путивль — 41500, Сумская область, Украина.

## Памятки заповедника
Заповедник в городе Путивль был создан на базе комплекса памятников истории города и его окрестностей. Он занимает территорию площадью 225 гектаров, из них 72 гектара — в городе Путивль и 153 — в Спадщанском лесу. На территории заповедника находятся 44 объекта культурного наследия. Из них к категории памятников общегосударственного значения относятся детинец древнерусского Путивля, архитектурные ансамбли действующего Молченского монастыря и бывшего Свято-Духовского женского монастыря, Церковь Николая Великорецкого. В состав заповедника входят также 5 музеев и 1 мемориал: Путивльский краеведческий музей — в городе Путивль, Музей партизанской славы, Музей оружия и военной техники, Музей монументального искусства тоталитарной эпохи «Парк советского периода» — в Спадщанском лесу, Музей горюнской культуры и Мемориал жертвам фашизма «Колокол скорби» — в селе Новая Слобода.